# Rag'n'Bone Man
Rag'n'Bone Man nume real Rory Charles Graham (n. 29 ianuarie 1985, Uckfield, Anglia, Regatul Unit) este un cântăreț-compozitor englez. Cunoscut după primul său hit single "Human" - lansat în 2016, iar albumul său de debut, numit și Human -  lansat în februarie 2017.

## Viața

### Anii 1985-2010
Graham s-a născut în Uckfield, East Sussex pe 29 ianuarie 1985. A urmat școala Ringmer Community College, de unde a fost exmatriculat și apoi s-a înscris la Uckfield Community Technology College. La vârsta de 15 ani a intrat intr-o echipă de baterie și bass folosind numele Rag 'N' Bonez, inspirat de reluările sitcomului britanic din 1970 Steptoe and Son. Când s-a mutat in Brighton, prietenul său Gi3mo a format grupul Rum Committee și l-a invitat să se alăture. A început să cante la Slip-jam B, unde a întâlnit o mulțime de oameni care l-au ajutat să-și înceapă cariera muzicală. În următorii câțiva ani, ei au susținut artiștii hip-hop Pharoahe Monch și KRS-One la Concorde 2 din Brighton și au lansat propriul album numit Boozetown (2012) prin Bandcamp.

### WolvesandDisfiguredEPs
În jurul anului 2011, Graham a început să lucreze cu casa de discuri britanică de hip-hop High Focus, lansând o serie de înregistrări cu ei, cum ar fi: O colaborare cu E.P. cu MC/(Dog 'n Bone E.P [2013]]) și un proiect cu MC/Producător Dirty Dike sub numele [Put That Soul On Me [2014]).
La scurt timp, după aceea, Graham a început să colaboreze cu producătorul de discuri Mark Crew, in ceea vreme lucra la albumul de debut al lui Bastille "Bad Blood". În 2013, Graham a semnat un acord de publicare cu Warner Chappell, care i-a permis să-și urmeze cariera muzicală cu normă întreagă.
În 2014, colaborând cu Mark Crew, Graham a lansat un EP, Wolves prin cele mai bune programe de lansare, care conținea nouă melodii cu oaspeții, inclusiv rapperul Vince Staples, Stig Of The Dump și Kate Tempest.
Urmărirea, în 2015, a fost Disfigured EP, lansată și prin cele mai bune înregistrări ale planurilor lansate. Piesa de lider "Bitter End" a fost susținută, apoi a jucat pe BBC Radio 1 Xtra și a făcut-o pe playlistul "In New Music We Trust" .
În mai 2017, el a dezvăluit într-un interviu cu Channel 4 News că nu a votat niciodată în alegerile generale și a aprobat liderul Partidului Laburist, Jeremy Corbyn. El a spus: (en)"I've seen a man that speaks with passion and I can relate to what he says" (in ro.)"Am văzut un om care vorbește cu pasiune, și mă pot referi la ceea ce spune el"

## Distincții
În 2017, Rag'n'Bone Man a câștigat British Breakthrough Act și Choice Award in 2017 la Brit Awards.

## Discografie

### Albume studio
| Titlu | Detalii                                                                       | poziții de vârf diagramă | poziții de vârf diagramă | poziții de vârf diagramă | poziții de vârf diagramă | poziții de vârf diagramă | poziții de vârf diagramă | poziții de vârf diagramă | poziții de vârf diagramă | poziții de vârf diagramă | poziții de vârf diagramă | poziții de vârf diagramă | poziții de vârf diagramă | Certificări                                          |
| Titlu | Detalii                                                                       | UK                       | AUS                      | AUT                      | BEL(Fl)                  | CAN                      | FRA                      | GER                      | NLD                      | NZ                       | SWE                      | SWI                      | US                       | Certificări                                          |
| ----- | ----------------------------------------------------------------------------- | ------------------------ | ------------------------ | ------------------------ | ------------------------ | ------------------------ | ------------------------ | ------------------------ | ------------------------ | ------------------------ | ------------------------ | ------------------------ | ------------------------ | ---------------------------------------------------- |
| Human | - Released: 10 February 2017 - Label: Columbia - Format: Digital download, CD | 1                        | 3                        | 4                        | 1                        | 9                        | 1                        | 2                        | 1                        | 3                        | 13                       | 1                        | 117                      | - BPI: 2× Platinum - IFPI SWI: Gold - SNEP: Platinum |

### Redare extinsă
| Bluestown                                                                             | - Released: 11 November 2012 - Label: Rambustious Records - Format: Digital download    | —  | —  | —  | —  | —  |
| Dog 'n' Bone(with Leaf Dog)                                                           | - Released: 26 April 2013 - Label: High Focus Records - Format: Digital download        | —  | —  | —  | —  | —  |
| Put That Soul on Me                                                                   | - Released: 8 July 2014 - Label: High Focus Records - Format: Digital download          | —  | —  | —  | —  | —  |
| Wolves                                                                                | - Released: 24 October 2014 - Label: Best Laid Plans Records - Format: Digital download | 24 | 69 | 88 | 44 | 61 |
| Disfigured                                                                            | - Released: 6 March 2015 - Label: Best Laid Plans Records - Format: Digital download    | —  | —  | —  | —  | —  |
| "—" Desemnează un album care nu a înregistrat sau nu a fost lansat pe acel teritoriu. |                                                                                         |    |    |    |    |    |

### Single-uri
| "Nobody" (with Leaf Dog)                                                             | 2013 | —  | —  | — | —  | —  | — | —  | —  | —  | — | —  | | Dog 'n' Bone |
| "Hard Came the Rain"                                                                 | 2015 | —  | —  | — | —  | —  | — | —  | —  | —  | — | —  | | Disfigured   |
| "Healed"                                                                             | 2016 | —  | —  | — | —  | —  | — | —  | —  | —  | — | —  | | Human        |
| "Human"                                                                              | 2016 | 2  | 17 | 1 | 1  | 53 | 2 | 1  | 14 | 11 | 1 | 74 | - BPI: Platinum - ARIA: Platinum - BEA: 2× Platinum - BVMI: 3× Gold - GLF: Platinum - IFPI AUT: Platinum - IFPI SWI: 2× Platinum - MC: Platinum - RMNZ: Gold - SNEP: Diamond | Human        |
| "Skin"                                                                               | 2017 | 13 | 87 | 7 | 13 | —  | 4 | 10 | 33 | —  | 6 | —  | - BPI: Gold - BEA: Gold - BVMI: Gold - IFPI SWI: Gold - SNEP: Gold | Human        |
| "—"Desemnează un album care nu a înregistrat sau nu a fost lansat pe acel teritoriu. |      |    |    |   |    |    |   |    |    |    |   |    | |              |